# Ian Lockhart
Ian DeWitt Lockhart (Nassau, 25 giugno 1967) è un ex cestista bahamense, professionista nella NBA e in Europa.